# Vernar (monte)
Il Vernar con 2.023 m s.l.m. è una montagna della Catena del Tricorno della Slovenia compresa nel parco nazionale del Tricorno.